# Lathroteles
Lathroteles és un gènere monotípic d'arnes de la família Crambidae descrit per John Frederick Gates Clarke el 1971. Conté només una espècie, Lathroteles obscura, descrita pel mateix autor el mateix any, que es troba a Rapa Iti a la Polinèsia Francesa.